# イリヤ・ブラシッチ

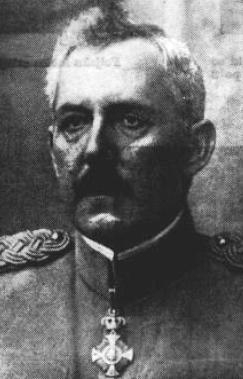

イリヤ・ブラシッチ（キリル表記：Илија Брашић、ラテン表記：Ilija Brašić；1882年 - 1951年）は、ユーゴスラビアの軍人。
第一次世界大戦に従軍。両大戦間、ユーゴスラビア軍で各職を歴任した。
1941年4月、ミラン・ネディッチ将軍の第3軍集団の第3軍司令官に任命された。第3軍の編成下には、第13ヘルツェゴビナ歩兵師団（ヴォイスラフ・ペトロヴィッチ中将）、第15ゼツク歩兵師団（ミレンコ・ワリヤチッチ准将）、第25ヴァルダル歩兵師団（ドゥシャン・クレチッチ中将）、第31コソロフ歩兵師団（ミルチン・ミレンコヴィッチ中将）が存在した。4月9日、ドイツ第12軍はブルガリア・ユーゴスラビア国境を越え、ヴァルダル川に向け進撃を開始した。第3軍は2日間で撃破され、ブラシッチは捕虜となった。1945年まで捕虜収容所に収容。
解放後、アメリカに移民。